# Orlin Quiñónez
Orlin Quiñónez (n. Eloy Alfaro, Ecuador; 8 de julio de 1994) es un futbolista ecuatoriano. Juega de defensa y su equipo actual es Libertad Fútbol Club de la Serie A de Ecuador.

## Estadísticas

### Clubes
Actualizado al último partido disputado el 20 de junio de 2025.
| Club                              | Div.          | Temporada     | Liga  | Liga  | Copas nacionales | Copas nacionales | Copas internacionales | Copas internacionales | Total | Total |
| Club                              | Div.          | Temporada     | Part. | Goles | Part.            | Goles            | Part.                 | Goles                 | Part. | Goles |
| --------------------------------- | ------------- | ------------- | ----- | ----- | ---------------- | ---------------- | --------------------- | --------------------- | ----- | ----- |
| Independiente del Valle · Ecuador | 1.ª           | 2012          | 7     | 0     | —                | —                | —                     | —                     | 7     | 0     |
| Independiente del Valle · Ecuador | Total club    | Total club    | 7     | 0     | 0                | 0                | 0                     | 0                     | 7     | 0     |
| Liga de Portoviejo · Ecuador      | 3.ª           | 2013          | 25    | 0     | —                | —                | —                     | —                     | 25    | 0     |
| Liga de Portoviejo · Ecuador      | Total club    | Total club    | 25    | 0     | 0                | 0                | 0                     | 0                     | 25    | 0     |
| Macará · Ecuador                  | 2.ª           | 2014          | 21    | 0     | —                | —                | —                     | —                     | 21    | 0     |
| Macará · Ecuador                  | 2.ª           | 2015          | 14    | 0     | —                | —                | —                     | —                     | 14    | 0     |
| Colón F. C. · Ecuador             | 2.ª           | 2016          | 38    | 0     | —                | —                | —                     | —                     | 38    | 0     |
| Colón F. C. · Ecuador             | Total club    | Total club    | 38    | 0     | 0                | 0                | 0                     | 0                     | 38    | 0     |
| Audaz Octubrino · Ecuador         | 3.ª           | 2017          | 12    | 0     | —                | —                | —                     | —                     | 12    | 0     |
| Audaz Octubrino · Ecuador         | Total club    | Total club    | 12    | 0     | 0                | 0                | 0                     | 0                     | 12    | 0     |
| Liga de Loja · Ecuador            | 2.ª           | 2017          | 17    | 0     | —                | —                | —                     | —                     | 17    | 0     |
| Liga de Loja · Ecuador            | Total club    | Total club    | 17    | 0     | 0                | 0                | 0                     | 0                     | 17    | 0     |
| Macará · Ecuador                  | 1.ª           | 2018          | 17    | 0     | —                | —                | 0                     | 0                     | 17    | 0     |
| Macará · Ecuador                  | 1.ª           | 2019          | 12    | 0     | 4                | 0                | 0                     | 0                     | 16    | 0     |
| Macará · Ecuador                  | Total club    | Total club    | 64    | 0     | 4                | 0                | 0                     | 0                     | 68    | 0     |
| 9 de Octubre F. C. · Ecuador      | 2.ª           | 2020          | 14    | 1     | —                | —                | —                     | —                     | 14    | 1     |
| 9 de Octubre F. C. · Ecuador      | 1.ª           | 2021          | 26    | 3     | 2                | 0                | —                     | —                     | 28    | 3     |
| 9 de Octubre F. C. · Ecuador      | 1.ª           | 2022          | 4     | 0     | 5                | 0                | 1                     | 0                     | 10    | 0     |
| El Nacional · Ecuador             | 1.ª           | 2023          | 18    | 0     | 0                | 0                | 0                     | 0                     | 18    | 0     |
| El Nacional · Ecuador             | Total club    | Total club    | 18    | 0     | 0                | 0                | 0                     | 0                     | 18    | 0     |
| 9 de Octubre F. C. · Ecuador      | 2.ª           | 2024          | 34    | 1     | 1                | 1                | —                     | —                     | 35    | 2     |
| 9 de Octubre F. C. · Ecuador      | Total club    | Total club    | 78    | 5     | 8                | 1                | 1                     | 0                     | 87    | 6     |
| Libertad F. C. · Ecuador          | 1.ª           | 2025          | 16    | 1     | 0                | 0                | —                     | —                     | 16    | 1     |
| Libertad F. C. · Ecuador          | Total club    | Total club    | 16    | 1     | 0                | 0                | 0                     | 0                     | 16    | 1     |
| Total carrera                     | Total carrera | Total carrera | 275   | 6     | 12               | 1                | 1                     | 0                     | 288   | 7     |
| 1. 2.                             |               |               |       |       |                  |                  |                       |                       |       |       |

## Palmarés

### Campeonatos nacionales
| Título             | Club               | País    | Año  |
| ------------------ | ------------------ | ------- | ---- |
| Serie B de Ecuador | 9 de Octubre F. C. | Ecuador | 2020 |

### Campeonatos provinciales
| Título                      | Club               | País    | Año  |
| --------------------------- | ------------------ | ------- | ---- |
| Segunda Categoría de Manabí | Liga de Portoviejo | Ecuador | 2013 |